# Petalichthyida
Los petalíctidos (Petalichthyida) son un orden extinto de peces placodermos que vivieron en el Devónico, los integrantes de este orden se alimentaban de la materia orgánica presente en los fondos oceánicos. Se caracterizan por poseer aletas pectorales ampliamente extendidas con cuernos comunes sin placas postpectorales y placas ornamentadas con filas lineales de tubérculos. También presentan grandes placas operculares homólogas a las submarginales del orden Arthrodira.
La clasificación de los petalíctidos los divide en las familias Macropetalichthyidae y Quasipetalichthyidae junto con géneros basales como Diandongpetalichthys. Siendo el más estudiado el género Lunaspis. Los géneros basales de este orden junto con la familia Quasipetalichthyidae son endémicos de China, siendo la familia Macropetalichthyidae la única con distribución cosmopolita. La diversidad de la morfología neurocraneal de este grupo esta muy poco estudiada, siendo que solo la caja craneana de Macropetalichthys se ha estudiado a detalle.